# パフィオペディルム・ローウィ

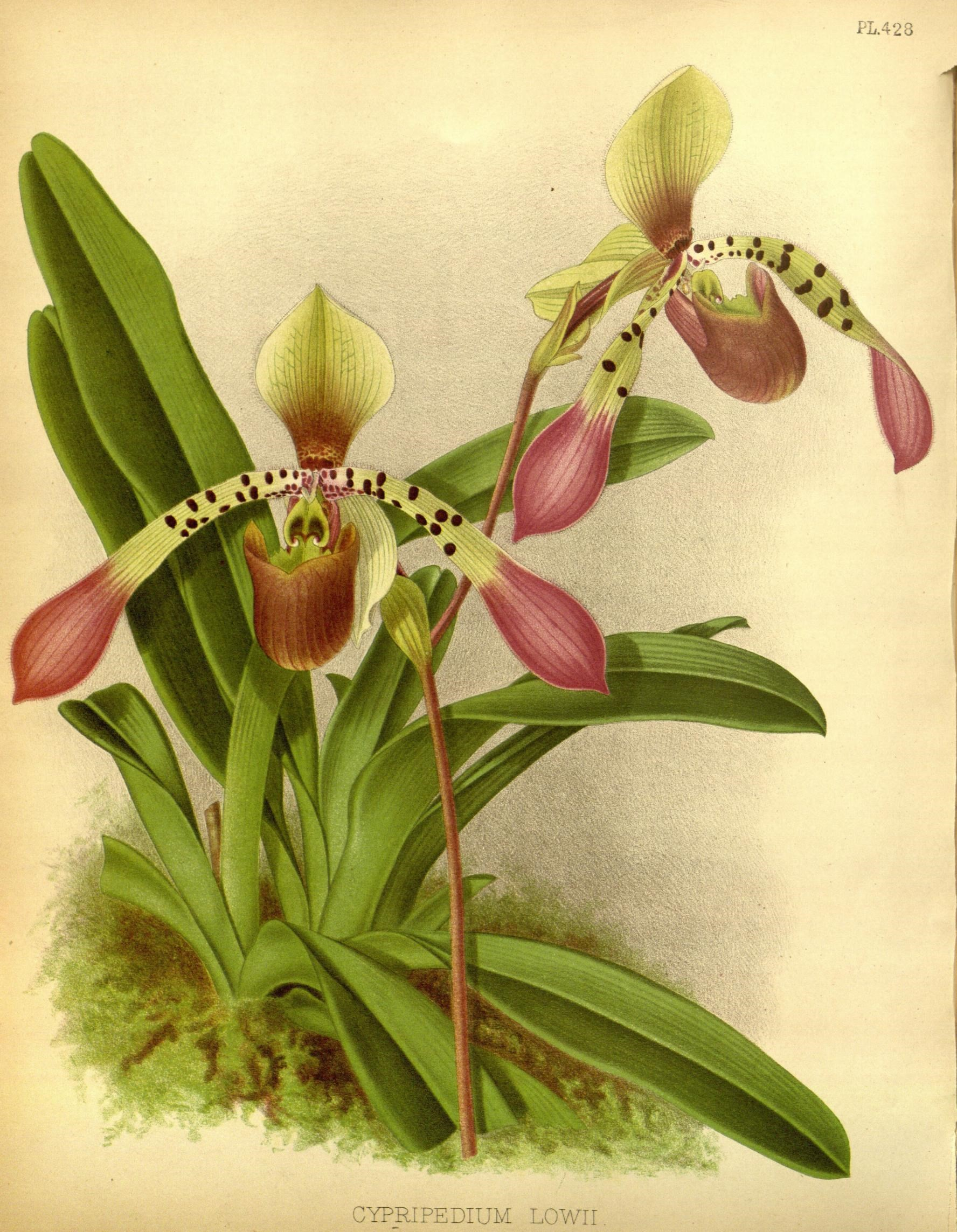
図版

パフィオペディルム・ローウィー Paphiopedilum lowii はパフィオペディルム属のラン科植物。側花弁の細長い花を一つの茎に複数付ける。

## 特徴
葉は5-6枚つけ、線状舌形で緑色、長さ30-40cm。花期は春から初夏。花茎は直立するか斜めに伸び上がり、長さは60-70cmにも達する。鼻は花茎の上部に5-6個を生じ、すべてがほぼ同時に開花する。花は径が11-16cm。背萼片は卵形で基部の縁は後ろに強く反り返る。色は黄緑色の地に基部から上に向けて濃褐色が入る。側花弁は匙形で左右斜め下方に伸び、黄緑色で褐色の粗い斑紋が入り、先端付近は菫桃色になっている。唇弁は袋状でふとは外に向き、基部の両側は耳状の突起になっている。
唇弁は全体に濃褐紫色。仮雄蕊の先端中央は突出する。
種小名は本種の発見者でもあるイギリス人の植物採集家ヒュー・ロー(Hugh Low, 1824-1905)にちなむ。

## 分布
ボルネオ、スマトラ、ジャワからマレー半島に分布する。本属は基本的には地上生のものであるが、本種は例外的に着生である。

## 類似種
ハイナルディアヌム P. haynaldianum はフィリピンのルソン島に産し、本種によく似ている。この種では背萼片に褐色の粗い斑紋が出る。またこの種では仮雄蘂の先端がくぼんでいる。

## 利用
洋ランとして栽培される。